# Trentepohlia (Mongoma) errans
Trentepohlia (Mongoma) errans is een tweevleugelige uit de familie steltmuggen (Limoniidae). De soort komt voor in het Neotropisch gebied.